# Gabriele Mandel

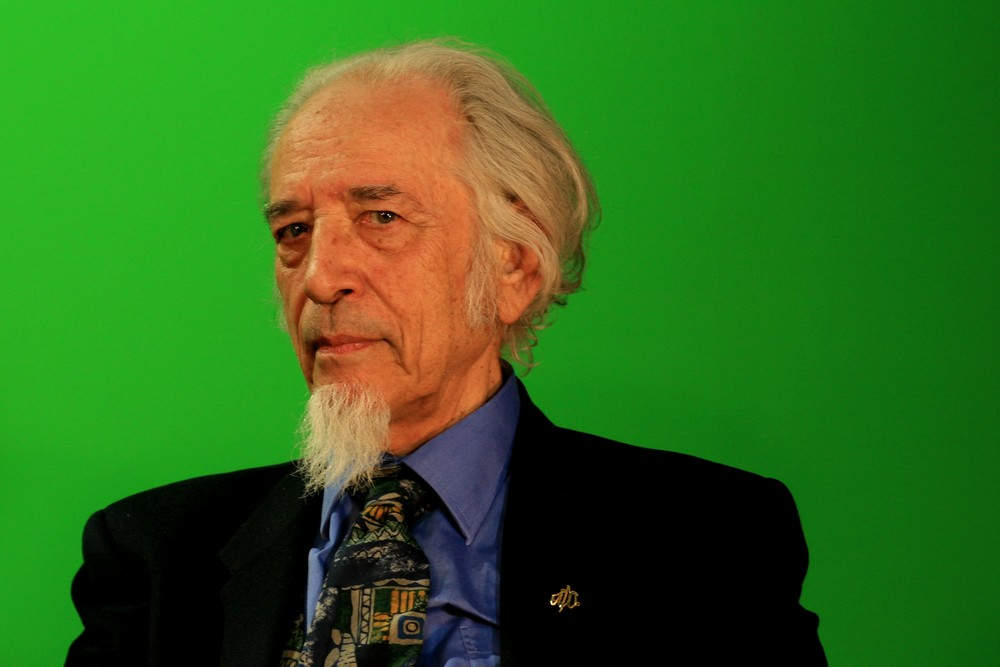
Gabriele Mandel (2006)

Gabriele Mandel (* 1924 in Bologna; † 1. Juli 2010 in Mailand) war ein italienischer Islamwissenschaftler, Psychologe, Schriftsteller und Künstler afghanischer Abstammung, der auch unter den Namen Gabriele Mandel Khân oder Gabriele Mandel Sugana veröffentlichte.
Gabriele Mandel war der Sohn des Historikers Jusuf Roberto Mandel (1895–1963) und der jüdischen Schriftstellerin Carlotta Rimini. Gabriele D’Annunzio war sein Patenonkel.
Gabriele Mandel studierte am Konservatorium von Vicenza Violine und Harmonielehre.  Nach dem Krieg absolvierte er ein Studium der klassischen Sprachen und Literatur an der Sorbonne und schloss ein Studium an der École des Beaux-Arts in Paris mit einem Diplom ab. Er führte archäologische Studien in Indien und dem Nahen Osten durch und publizierte die Ergebnisse. Gleichzeitig vertiefte er seine wissenschaftlichen Kenntnisse bei dem Psychoanalytiker Cesare Musatti. Danach arbeitete Mandel als Psychotherapeut.
Mandel war Professor für Geschichte und Kunst an der Universität Mailand. Er war Mitglied der Akademie des Islam in Cambridge und Gründungsmitglied der Islamischen Universität in Córdoba (inzwischen geschlossen).
Er publizierte unter anderem Werkkataloge von Botticelli (1967), Daumier (1971), Fragonard (1972), Gauguin (1972), Hogarth (1967) und Toulouse-Lautrec (1969).
Mandel übersetzt den Koran ins Italienische, ergänzt um einen ausführlichen Sufi-Kommentar, und er war Herausgeber der Mathnawi-Poesie, die C. Cerati Mandel ins Italienische übersetzt hat.
Gabriele Mandel verstarb 2010 in Mailand nach langer schwerer Krankheit, er wurde auf dem Friedhof von Bruzzano beigesetzt.

## Ehrungen
- 1975: Verdienstorden der Italienischen Republik, Komtur
- 2010: Ehrendoktor der Selçuk Üniversitesi in Konya.

## Werke (Auswahl)
Mandel hat 184 Bücher veröffentlicht, größtenteils in italienischen Verlagshäusern.
- Mohammed und seine Zeit. 1968
- Dschingis-Khan und seine Zeit. 1969
- Buddha und seine Zeit. 1974
- König Salomo. 1977
- Gemalte Gottesworte. Das arabische Alphabet. Geschichte, Stile und kalligraphische Meisterschulen. 2000
- Der Prophet Mohammed. 2002
- Buddha, der Erleuchtete. 2002
- Gezeichnete Schöpfung. Eine Einführung in das hebräische Alphabet und die Mystik der Buchstaben. Fourier, Wiesbaden 2000; 2. Auflage: Marix, Wiesbaden 2009.
- Das japanische Alphabet. Alle Schriftzeichen in der Hiragana- und der Katakanaversion. 2008
- L’Islam e l’Europa. Raccolta di saggi postumi, a cura di Nazzareno Venturi. Acireale, Tipheret, 2013.